# Trevor Barry
Trevor Barry (Nassau, 14 juni 1983) is een Bahamaanse atleet, die is gespecialiseerd in de springnummers, met name het hoogspringen. Hij vertegenwoordigde zijn vaderland bij de Olympische Spelen van 2012 (Londen).

## Carrière
Op de Centraal-Amerikaanse en Caribische Spelen 2006 in Cartagena behaalde Barry de zilveren medaille. Een jaar later eindigde hij als zevende op de Pan-Amerikaanse Spelen in Rio de Janeiro.
Vier jaar na de vorige editie nam Barry in Mayagüez opnieuw deel aan de Centraal-Amerikaanse en Caribische Spelen en wederom veroverde hij zilver, al sprong hij deze keer tien centimeter hoger: 2,28 m. Tijdens de Gemenebestspelen van 2010 in Delhi sleepte hij met een sprong over 2,29 de volgende zilveren medaille in de wacht.
Op de wereldkampioenschappen van 2011 in Daegu sprong Barry zelfs 2,32, maar kwam hij desondanks niet verder dan het brons. Het jaar erop nam hij in Istanboel deel aan de wereldindoorkampioenschappen; op dit toernooi eindigde hij op de achtste plaats. Op de Olympische Zomerspelen 2012 in Londen strandde hij met 2,21 in de kwalificatieronde.

## Titels
- Centraal-Amerikaans en Caribisch kampioen hoogspringen - 2011

## Persoonlijke records
Outdoor
| Onderdeel    | Prestatie | Datum            | Plaats              |
| ------------ | --------- | ---------------- | ------------------- |
| hoogspringen | 2,32 m    | 1 september 2011 | Daegu               |
| verspringen  | 7,78 m    | 26 juli 2006     | Cartagena de Indias |

Indoor
| Onderdeel    | Prestatie | Datum          | Plaats       |
| ------------ | --------- | -------------- | ------------ |
| hoogspringen | 2,31 m    | 11 maart 2012  | Istanboel    |
| verspringen  | 7,70 m    | 3 oktober 2006 | Johnson City |

## Palmares

### hoogspringen
- 2006:  Centraal-Amerikaanse en Caribische Spelen - 2,18 m
- 2007: 7e Pan-Amerikaanse Spelen - 2,21 m
- 2009: 9e in kwal. WK - 2,24 m
- 2010: 11e in kwal. WK indoor - 2,23 m
- 2010:  Centraal-Amerikaanse en Caribische Spelen - 2,28 m
- 2010:  Gemenebestspelen - 2,29 m
- 2011:  Centraal-Amerikaans en Caribische kamp. - 2,28 m
- 2011:  WK - 2,32 m
- 2012: 8e WK indoor - 2,31 m
- 2012: 8e in kwal. OS - 2,21 m